# Dicliptera muelleriferdinandi
Dicliptera muelleriferdinandi är en akantusväxtart som beskrevs av Gustav Lindau. Dicliptera muelleriferdinandi ingår i släktet Dicliptera och familjen akantusväxter. Inga underarter finns listade i Catalogue of Life.